# Projet Breakthrough Listen
Breakthrough Listen (de l'anglais listen, « écouter ») est un projet doté d'un fonds de 100 millions de dollars sur dix ans, porté par le magnat russe Yuri Milner, qui vise à détecter une vie intelligente extraterrestre,,. 

Le Green Bank Telescope est l'un des radiotélescopes utilisé par le projet.

Ce projet, lancé en juillet 2015, fait partie d'un projet plus global de Milner, les Breakthrough Initiatives, qui comporte également un volet Breakthrough Message. Il est annoncé comme étant le plus abouti en matière de recherche de signaux extraterrestres.

## Description
Un tiers des fonds seront utilisés pour financer l'utilisation de télescopes, un autre tiers pour la recherche et le développement de nouvelles technologies de récepteurs, et le dernier tiers pour recruter des astronomes,.
Le projet recourra chaque année à des milliers d'heures de deux radiotélescopes majeurs, le Green Bank Observatory aux États-Unis et le Parkes Observatory en Australie. Jusqu'ici, la recherche de signaux extraterrestres ne mobilisait les moyens d'écoutes via radiotélescopes que 24 à 36 heures par an.
Dès 2016, le projet mobilisera environ 20 % du temps d'observation annuel du Green Bank Telescope, pour 2 millions de dollars par an. De la même manière, pour une période de cinq ans à partir d'octobre 2016, le projet mobilisera environ un quart du temps d'observation du Parkes Telescope.
Ensemble, ces radiotélescopes couvriront 10 fois plus de surface que les précédentes recherches et balayerons entièrement la plage de fréquences comprises entre 1 et 10 GHz, que l'on appelle la « zone calme » du spectre des ondes radio non soumise aux perturbations cosmiques  ou provenant de l'atmosphère terrestre. Ces radiotélescopes sont dotés d'une précisions suffisante pour détecter une transmission de la puissance de celle d'un radar d'avion qui serait situé au niveau des 1 000 étoiles les plus proches de la Terre.
Le projet prévoit d'étendre les recherches vers 1 million d'étoiles les plus proches de la Terre, en balayant le centre de la galaxie ainsi que le plan galactique. Le projet recherchera également vers les 100 galaxies les plus proches de la nôtre.
Milner évalue la quantité de données générées par le projet équivalente à celle que les précédents projets SETI généraient en un an. Toutes les données seront mises à disposition du public, afin de permettre aux amateurs de contribuer à leur traitement et d'en assurer la transparence. Le projet sera partenaire avec le programme  SETI@home pour aider au traitement de la masse de données.
Pour compléter la recherche d'ondes radio, l'Automated Planet Finder de l'observatoire de Lick recherchera les signaux optiques provenant de transmissions laser. Ce télescope est doté d'une précision permettant de détecter un laser d'une puissance de 100 W situé sur une étoile à 4,25 années-lumière de distance (40 000 milliards de km).

## L'annonce du projet

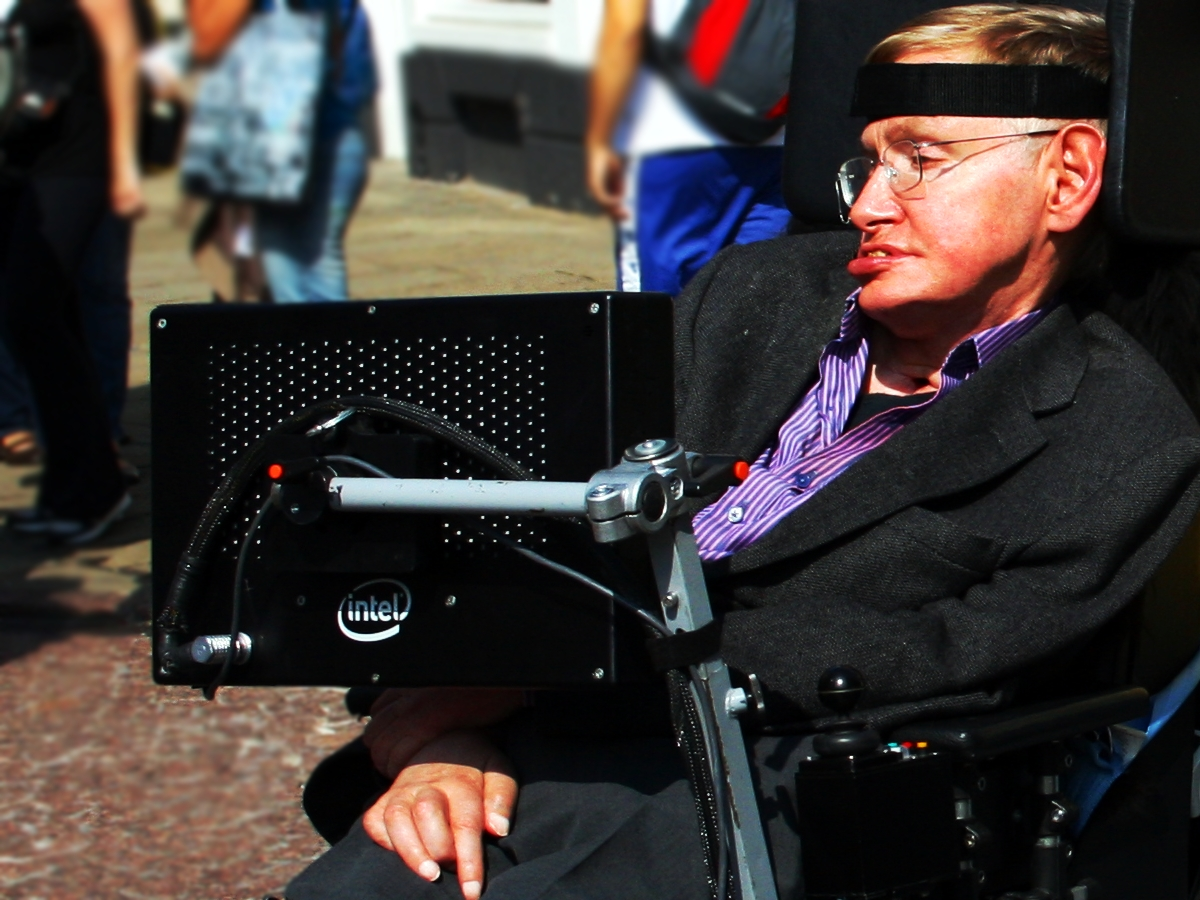
Le physicien Stephen Hawking fait partie des scientifiques ayant cosigné une lettre ouverte de soutien au projet Breakthrough Listen.

Breakthrough Listen a été dévoilé à Londres le 20 juillet 2015 (date anniversaire de l’alunissage  d'Apollo 11) par Milner à la Royal Society. L’événement a été marqué par la présence de scientifiques de renom tels que Frank Drake, connu pour son équation (équation de Drake) qui estime le nombre de civilisations extraterrestres détectables, et Geoff Marcy, un astronome qui a aidé à découvrir des centaines d'exoplanètes. L'annonce s'est accompagnée d'une lettre ouverte co-signée par de nombreux scientifiques, dont le physicien Stephen Hawking, exprimant leur soutien pour intensifier la recherche d'une vie extraterrestre. Lors de la conférence Hawking a déclaré : « Dans un Univers infini, il doit y avoir une autre vie. Il n'y a pas de plus grande question. Il est temps de s'employer à trouver la réponse. »,

## Meneurs du projet
- Martin Rees
- Pete Worden
- Frank Drake
- Geoff Marcy
- Ann Druyan
- Dan Werthimer
- Andrew Siemion